# Himmelmoor, Kummerfelder Gehege und angrenzende Flächen
Himmelmoor, Kummerfelder Gehege und angrenzende Flächen este o arie protejată (arie specială de conservare — SAC, sit de importanță comunitară — SCI) din Germania întinsă pe o suprafață de 766 ha, integral pe uscat.

## Localizare
Centrul sitului Himmelmoor, Kummerfelder Gehege und angrenzende Flächen este situat la coordonatele 53°44′01″N 9°49′58″E / 53.7336°N 9.8328°E.

## Înființare
Situl Himmelmoor, Kummerfelder Gehege und angrenzende Flächen a fost declarat sit de importanță comunitară în septembrie 2004 pentru a proteja 11 specii de animale. Situl a fost protejat și ca arie specială de conservare în ianuarie 2010.

## Biodiversitate
Situată în ecoregiunea atlantică, aria protejată conține 6 habitate naturale: Mlaștini oligotrofe degradate, capabile încă de regenerare naturală, Mlaștini turboase de tranziție și turbării mișcătoare, Păduri de fag Luzulo-Fagetum, Păduri de fag acidofile atlantice, cu subarboret de Ilex și, uneori, de asemenea, Taxus, la nivelul arbuștilor (Quercion robori-petraeae sau Ilici-Fagenion), Păduri de fag Asperulo-Fagetum, Mlaștini împădurite.
La baza desemnării sitului se află mai multe specii protejate de  păsări (11): pescăruș albastru (Alcedo atthis), buha (Bubo bubo), barză albă (Ciconia ciconia ciconia), cristeiul de câmp (Crex crex), ciocănitoarea de stejar (Dendrocopos medius), ciocănitoare neagră (Dryocopus martius), muscar (Ficedula parva), Grus grus grus, sfrâncioc roșiatic (Lanius collurio), gaia roșie (Milvus milvus), viespar (Pernis apivorus)
Pe lângă speciile protejate, pe teritoriul sitului au mai fost identificate 1 specie de amfibieni, 9 specii de mamifere, 2 specii de reptile.